# Gustavo Ferrareis
Gustavo Henrique Ferrareis (Lençóis Paulista, São Paulo, Brasil, 2 de enero de 1996) es un futbolista brasileño. Juega de centrocampista o defensa y su equipo actual es el Atlas F. C. de la Liga MX de México.

## Trayectoria
Ferrareis, formado en las inferiores del Internacional, debutó por el primer equipo, y en la Serie A, el 29 de noviembre de 2014 como suplente en la victoria por 3-1 sobre el Palmeiras.
En calidad de agente libre ya que finalizó su contrato del Internacional firmó con el Puebla F. C. de México.
Por su paso en el Club Puebla se adaptó a ser lateral por derecha ya que inicialmente se presentó como delantero, tuvo momentos buenos y fue titular indiscutible en la era Nicolás Larcamón en el Club Puebla, en 2022 sufrió de una lesión que lo dejó fuera varios meses por lo que regresaría incluso cuando era Eduardo Arce en ese momento el entrenador del equipo. Ferrareis era lo único que quedaba de la identidad Puebla en los torneos de José “Chepo” De la Torre con quien Ferrareis empezó a ser desplazado en el rol técnico, para terminar siendo banca regularmente bajo el mandato del actual técnico del Club Puebla, Pablo Guede. 
Ferrareis llegó a una semifinal, y clasificó con el equipo a 4 liguillas consecutivas. Se fue del Club tras acabar su contrato para llegar ahora a su actual club el Atlas FC.

## Estadísticas
Actualizado al último partido disputado el 7 de abril de 2024.
| Internacional · Brasil                                                           | 1.ª           | 2014          | 2   | 0  | 0  | 0 | —  | — | — | — | 2   | 0  |
| Internacional · Brasil                                                           | 1.ª           | 2016          | 24  | 2  | 7  | 1 | 2  | 0 | — | — | 33  | 3  |
| Internacional · Brasil                                                           | 2.ª           | 2017          | 0   | 0  | 2  | 0 | 1  | 0 | — | — | 3   | 0  |
| Internacional · Brasil                                                           | Total club    | Total club    | 26  | 2  | 9  | 1 | 3  | 0 | 0 | 0 | 38  | 3  |
| Bahia · Brasil                                                                   | 1.ª           | 2017          | 11  | 1  | 0  | 0 | —  | — | — | — | 11  | 1  |
| Bahia · Brasil                                                                   | Total club    | Total club    | 11  | 1  | 0  | 0 | 0  | 0 | 0 | 0 | 11  | 1  |
| Figueirense · Brasil                                                             | 2.ª           | 2018          | 33  | 5  | 18 | 3 | 2  | 0 | — | — | 53  | 8  |
| Figueirense · Brasil                                                             | Total club    | Total club    | 33  | 5  | 18 | 3 | 2  | 0 | 0 | 0 | 53  | 8  |
| Avaí · Brasil                                                                    | 1.ª           | 2019          | 8   | 0  | —  | — | —  | — | — | — | 8   | 0  |
| Avaí · Brasil                                                                    | Total club    | Total club    | 8   | 0  | 0  | 0 | 0  | 0 | 0 | 0 | 8   | 0  |
| Botafogo · Brasil                                                                | 1.ª           | 2019          | 2   | 0  | 7  | 2 | 0  | 0 | 1 | 0 | 10  | 2  |
| Botafogo · Brasil                                                                | Total club    | Total club    | 2   | 0  | 7  | 2 | 0  | 0 | 1 | 0 | 10  | 2  |
| Atlético Goianiense · Brasil                                                     | 1.ª           | 2020          | 26  | 3  | 8  | 2 | 6  | 0 | — | — | 40  | 5  |
| Atlético Goianiense · Brasil                                                     | Total club    | Total club    | 26  | 3  | 8  | 2 | 6  | 0 | 0 | 0 | 40  | 5  |
| Puebla · México                                                                  | 1.ª           | 2020-21       | 11  | 0  | —  | — | —  | — | — | — | 11  | 0  |
| Puebla · México                                                                  | 1.ª           | 2021-22       | 39  | 0  | —  | — | —  | — | — | — | 39  | 0  |
| Puebla · México                                                                  | 1.ª           | 2022-23       | 32  | 3  | —  | — | —  | — | — | — | 32  | 3  |
| Puebla · México                                                                  | 1.ª           | 2023-24       | 31  | 0  | —  | — | —  | — | 2 | 0 | 33  | 0  |
| Puebla · México                                                                  | Total club    | Total club    | 113 | 3  | 0  | 0 | 0  | 0 | 2 | 0 | 115 | 3  |
| Total carrera                                                                    | Total carrera | Total carrera | 219 | 14 | 42 | 8 | 11 | 0 | 3 | 0 | 275 | 22 |
| (1) Incluye datos de la Copa de Brasil (2) Incluye datos de la Copa Sudamericana |               |               |     |    |    |   |    |   |   |   |     |    |

### Títulos estatales
| Título                 | Club          | Estado             | Año  |
| ---------------------- | ------------- | ------------------ | ---- |
| Campeonato Gaucho      | Internacional | Río Grande del Sur | 2015 |
| Campeonato Gaucho      | Internacional | Río Grande del Sur | 2016 |
| Liga do Nordeste       | Bahia         | Nordeste de Brasil | 2017 |
| Campeonato Catarinense | Avaí          | Santa Catarina     | 2018 |